# دوشيو تيساري
دوشيو تيساري (بالإيطالية: Duccio Tessari)‏ هو كاتب سيناريو ومخرج وممثل إيطالي، ولد في 11 أكتوبر 1926 بجنوة في إيطاليا، وتوفي في 6 سبتمبر 1994 بروما في إيطاليا بسبب سرطان.

## أعمال

### أفلام
- (1964) إبتسامة أبو الهول
- (1964) من أجل حفنة دولارات
- (1975) زورو

## وصلات خارجية
- دوشيو تيساري على موقع IMDb (الإنجليزية)
- دوشيو تيساري على موقع ألو سيني (الفرنسية)
- دوشيو تيساري على موقع تيرنر كلاسيك موفيز (الإنجليزية)
- دوشيو تيساري على موقع أول موفي (الإنجليزية)
- دوشيو تيساري على موقع قاعدة بيانات الأفلام السويدية (السويدية)
- دوشيو تيساري على موقع قاعدة بيانات الفيلم (الإنجليزية)
- دوشيو تيساري على موقع كينوبويسك (الروسية)